# مغادر على متن طائرة نفاثة (أغنية)
مغادر على متن طائرة نفاثة (بالإنجليزية: Leaving on a Jet Plane)‏ أغنية كتبها جون دنفر في عام 1966، وأشتهرت بصوت فريق «بيتر وبول وماري». كان العنوان الأصلي للأغنية هو «يا صغيرتي أنا أكره الرحيل Babe, I Hate to Go»، وظهرت بهذا العنوان على ألبوم جون دنفر عام 1966 «جون دنفر يغني John Denver Sings»، لكن منتج دنفر «ملت أوكن» نصحه بتغيير العنوان إلى «مغادر على متن طائرة نفاثة». سجل فريق «بيتر وبول وماري» الأغنية على ألبومهم المسمى «ألبوم 1700» عام 1967. صدرت كأغنية فردية في عام 1969. أصبحت الأغنية أكبر نجاح لبيتر وبول وماري (والأخير)، حيث تربعت على قمة قائمة هوت بيلبورد في الولايات المتحدة، وقضت الأغنية أيضًا ثلاثة أسابيع على رأس قائمة الاستماع السهل، واستخدمت في الإعلانات التجارية لشركة يونايتد إيرلاينز في أواخر الستينيات وأوائل السبعينيات. تصدرت الأغنية أيضًا القوائم في كندا، ووصلت إلى المرتبة الثانية في كل من قوائم الأغاني المنفردة في المملكة المتحدة والقائمة الأيرلندية في فبراير 1970. سجل جون دنفر نسخته من الأغنية في عام 1969، لألبومه الأول «القوافي والأسباب Rhymes & Reasons»، وأعاد تسجيلها في عام 1973 لألبومه «أكبر نجاحات جون دنفر John Denver's Greatest Hits».

## الأغنية على القوائم حول العالم
احتلت الأغنية بصوت بيتر، بول، وماري المركز الأول في: كندا  والولايات المتحدة.
احتلت المركز الثاني في: أيرلندا والمملكة المتحدة.
صعدت الأغنية أيضاً إلى المركز السادس في جنوب أفريقيا  والمركز 30 في أستراليا، كما تضمنتها بعض قوائم أفضل أغاني عام 1969.

## كلمات الأغنية
كل حقائبي معبأة، أنا مستعدة للرحيل All my bags are packed I'm ready to go
أقف هنا خارج بابك I'm standin' here outside your door
أكره إيقاظك لأقول وداعاً I hate to wake you up to say goodbye
لكن الفجر يقترب، إنه الصباح الباكر But the dawn is breakin' it's early morn
سيارة الأجرة تنتظر، إنه ينفخ بوقه The taxi's waitin' he's blowin' his horn
بالفعل أنا وحيدة لدرجة أنني يمكنني البكاء Already I'm so lonesome I could cry
إذاً قبلني وابتسم لي So kiss me and smile for me
قل لي أنك ستنتظرني Tell me that you'll wait for me
ضمني وكأنك لن تسمح لي بالذهاب Hold me like you'll never let me go
لأنني أغادر على متن طائرة نفاثة Cause I'm leavin' on a jet plane
لا أعرف متى سأعود مرة أخرى Don't know when I'll be back again
يا حبيبي، أنا أكره الرحيل Oh baby, I hate to go
لقد خذلتك مرات عديدة There's so many times I've let you down
لقد لعبت مرات عديدة So many times I've played around
أقول لك الآن، إنها لم تكن تعني شيئًا I tell you now, they don't mean a thing
في كل مكان أذهب إليه، سأفكر فيك Every place I go, I'll think of you
كل أغنية أغنيها، سأغنيها لك Every song I sing, I'll sing for you
عندما أعود، سأرتدي خاتم زواجك When I come back, I'll wear your wedding ring
إذاً قبلني وابتسم لي... So kiss me and smile for me
حان الآن الوقت لاتركك Now the time has come to leave you
مرة أخرى اسمح لي أن أقبلك One more time let me kiss you
أغمض عينيك سأكون في طريقي Close your eyes I'll be on my way
أحلم بالأيام القادمة Dream about the days to come
عندما لا أضطر إلى المغادرة وحدي When I won't have to leave alone
في أوقات، لا أضطر إلى القول About the times, I won't have to say
إذاً قبلني وابتسم لي... So kiss me and smile for me

## وصلات خارجية
https://www.allmusic.com/song/leaving-on-a-jet-plane-mt0011833772 مغادر على متن طائرة نفاثة (أغنية)
https://www.youtube.com/watch?v=rr1sTloviTQ مغادر على متن طائرة نفاثة (أغنية)
http://www.45cat.com/record/7340 مغادر على متن طائرة نفاثة (أغنية)